# William Sturgeon
William Sturgeon, (Whittington, 22 de maig de 1783 - Preswich, 4 de desembre de 1850), va ser un físic i inventor anglès que va construir, en 1825, el primer electroimant i va inventar el primer motor elèctric pràctic.

## Biografia

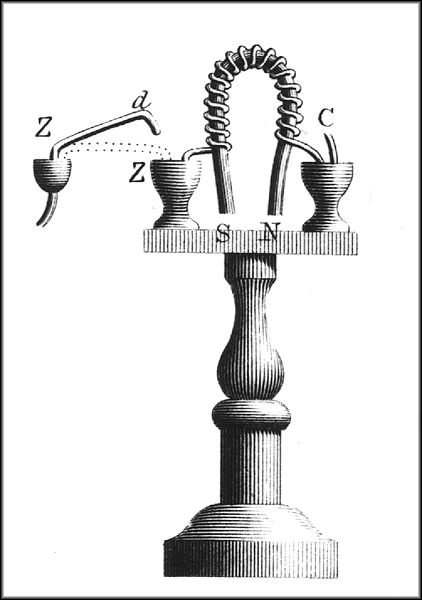
El primer electroimant artificial, inventat per Sturgeon en 1824. Dibuix original del seu document de 1824 enviat a la Reial Societat Britànica de les Arts, Manufactures i Comerç. L'imant es va fabricar amb 18 voltes de filferro de coure nu (el cable amb aïllament encara no havia estat inventat).

Sturgeon va néixer a Whittington, prop de Carnforth, Lancashire, on va ser aprenent de sabater. Es va unir a l'exèrcit en 1802 i es va dedicar a l'ensenyament de matemàtiques i física. En 1824 es va convertir en professor de Ciència i Filosofia en el Seminari Militar de la Companyia de les Índies a Addiscombe, Surrey.
A l'any següent va presentar el seu primer electroimant: un tros de ferro amb forma de ferradura embolicat per una bobina enrotllada sobre si mateixa. Va demostrar la seva potència aixecant 4 kg amb un tros de ferro de 200 g embolicat en cables pels quals va fer circular el corrent d'una bateria. Sturgeon podia regular el seu electroimant, la qual cosa va suposar el principi de l'ús de l'energia elèctrica en màquines útils i controlables, establint els fonaments per a les comunicacions electròniques a gran escala. Aquest dispositiu va conduir a la invenció del telègraf, el motor elèctric, i molts altres dispositius bàsics de la tecnologia moderna. En 1832 va inventar el commutador per a motors elèctrics.